# Буш, Вэнивар
Вэни́вар Буш (англ. Vannevar Bush /væˈniːvɑr/, 11 марта 1890[…], Эверетт, Массачусетс — 28 июня 1974[…], Белмонт, Массачусетс) — американский ученый, инженер, разработчик аналоговых компьютеров, методолог и организатор научных исследований и научного сообщества. Советник по науке при президенте Рузвельте. Автор статьи «Как мы можем мыслить», в которой предложил прообраз гипертекстового устройства Memex. В 1940 году Вэнивар Буш был назначен председателем Национального исследовательского комитета по вопросам обороны США, а с 1941 по 1947 год возглавлял организацию преемника комитета — Управление научных исследований и разработок, занимавшегося координацией усилий научного сообщества в военных целях, в том числе и разработкой ядерного оружия (Манхэттенский проект).
Награждён Медалью Эдисона (1943). Был членом масонской ложи Ричарда К. Маклорина в Кембридже, штат Массачусетс.

## Биография
Вэнивар Буш родился в Эверетте (Массачусетс, США) 11 марта 1890 года. В семье Пэрри Буша, местного универсалистского пастора, и Эммы Линвуд (в девичестве — Пейн), он был третьим ребёнком и единственным сыном. Его назвали в честь Джона Вэнивара, старого друга семьи, который учился вместе с Пэрри в одном колледже. В 1892 году семья переехала в Челси (Массачусетс), где в 1909 году Вэнивар окончил местную школу, после чего, как и его отец до этого, поступил в Колледж Тафтса. Среди студентов он пользовался популярностью: на втором курсе Вэнивар стал вице-президентом своего класса, а на третьем — президентом. На последнем курсе он был менеджером футбольной команды. Он стал членом общества Альфа Тау Омега и встречался с Фиби Кларой Дэвис (Phoebe Clara Davis), которая также была из Челси. В 1913 году Вэнивар получил одновременно степени бакалавра и магистра наук, так как Колледж Тафтса позволял это своим студентам. Для своей магистерской диссертации Вэнивар в 1912 году изобрёл и запатентовал «контурный самописец» (англ. profile tracer). Это устройство предназначалось для топографов, оно выглядело одновременно как велосипед и газонокосилка, состояло из двух велосипедных колёс и коробки с пишущим механизмом и позволяло зарисовывать рельеф местности, по которой его провозили. Несмотря на то, что это изобретение не стало коммерчески успешным, многие заложенные в нём принципы легли в основу аналоговых устройств, разрабатывавшихся позднее студентами Вэнивара.
После окончания колледжа Буш работал в General Electric в Скенектади (штат Нью-Йорк), за 14 долларов в неделю в качестве специалиста по тестированию: его задачей было оценивать безопасность оборудования. Позже он был переведён на фабрику General Electric в Питсфилде (Массачусетс), для работы с высоковольтными трансформаторами, но после того, как там случился пожар, Буш и другие тестировщики были отстранены от работы. В октябре 1914 года он вернулся в Тафтс, где начал преподавать математику; летний отпуск 1915 года он провёл, работая инспектором по электрооборудованию на Бруклинской военно-морской верфи. Буш получил стипендию в 1500 долларов на обучение в докторантуре Университет Кларка (Вустер, Массачусетс) у Артура Гордона Уэбстера. Но Уэбстер хотел, чтобы его новый студент изучал акустику, и Вэнивар предпочёл уйти, чем изучать неинтересную ему тему. Позже Буш поступил на отделение электротехники Массачусетского технологического института. Желая обеспечить себе финансовую стабильность для намечающейся свадьбы, в апреле 1916 года он представил на рассмотрение свою диссертацию, озаглавленную «Цепи переменного тока: расширение теории обобщённых угловых скоростей, с приложениями для связанных контуров и искусственных линий электропередач». Его научный руководитель, Артур Эдвин Кеннелли, настаивал на проведении более глубокого исследования, но Буш отказался, и Кеннелли, под влиянием заведующего кафедрой, уступил. В результате Буш получил объединённую степень доктора философии от МТИ и Гарвардского университета, а в апреле 1916 года они с Фиби поженились. В этом браке родились двое сыновей: Ричард Дэвис Буш (Richard Davis ) и Джон Хатауэй Буш (John Hathaway).
Буш принял предложение работы в Колледже Тафтса, где принял участие в «Американской корпорации радио и исследований» (AMRAD), которая начала музыкальное вещание из кампуса 8 марта 1916 года. Владелец станции, Харольд Пауэр, нанял его в качестве заведующего лабораторией с зарплатой выше, чем Буш получал в Тафтсе. В 1917 году, после вступления США в Первую мировую войну, он пошёл на работу в Национальный научно-исследовательский совет. Здесь Вэнивар пытался разработать средства обнаружения подводных лодок по возмущению магнитного поля Земли. Его устройство функционировало, но только с деревянных судов; попытки заставить систему работать с металлических кораблей, таких как эсминцы, провалились.
В 1919 году Буш оставил преподавание в Тафтсе и перешёл на кафедру электротехники МТИ, где начал работать под руководством Дугалда К. Джексона. В 1922 году совместно с Уильямом Г. Тимби (William H. Timbie), коллегой по университету, он написал вводный учебник под названием «Принципы электротехники» (Principles of Electrical Engineering). Всё это время Буш продолжал работать в AMRAD, однако прибыльные контракты, заключенные во время войны, теперь были отменены. Вэнивар попытался исправить положение компании, разрабатывая в свободное время термостат, изобретённый техником AMRAD, Элом Спенсером (Al Spencer). Руководство компании не заинтересовалось устройством, но не возражало против его продаж. Получив финансовую поддержку от Лоуренса К. Маршалла и Ричарда С. Олдрича, Буш помог организовать «Компанию термостатов Спенсера» (Spencer Thermostat Company) и стал её консультантом. В скором времени новая компания имела доход свыше миллиона долларов. В 1931 году она объединилась с General Plate Company и стала называться Metals & Controls Corporation. В 1959 году она вошла с состав Texas Instruments, а в 2006-м была куплена Bain Capital. Наконец, в 2010 году она вновь стала независимой компанией и стала называться Sensata Technologies.
В 1924 году Буш и Маршалл объединились с физиком Чарльзом Смитом (Charles G. Smith), который изобрёл газовую выпрямляющую трубку (S-трубку). Это устройство позволяло радиоприёмникам, для которых прежде нужны были два различных типа батарей, работать от домашней электрической сети. В основание 7 июля 1922 года новой компании, American Appliance Company, и продвижение изобретения на рынок Маршалл вложил 25 000 долларов; Буш, Маршалл и Смит вошли в состав пяти директоров. Рискованное предприятие сделало Буша богатым, а компания, ныне известная как Raytheon, в итоге стала крупным производителем электроники и поставщиком военного ведомства США.
Начиная с 1927 года Буш занялся созданием дифференциального анализатора, аналогового компьютера, который мог решать дифференциальные уравнения с 18 независимыми переменными. Это изобретение возникло как продолжение работы одного из магистрантов Буша, Герберта Р. Стюарта (Herbert R. Stewart), который по предложению своего руководителя разработал интеграф, машину для решения дифференциальных уравнений первого порядка. Другой студент Буша, Гарольд Л. Хейзен, предложил усовершенствование этого устройства для возможности решения уравнений второго порядка. Вэнивар сразу же осознал потенциал этого изобретения: уравнения второго порядка были гораздо сложнее, и, к тому же, часто встречались в физике. Под руководством Буша Хейзен смог сконструировать дифференциальный анализатор, похожий на стол набор из осей и ручек, которые механическим образом моделировали и чертили заданное уравнение. Но, в отличие от предыдущих разработок, которые были чисто механическими, дифференциальный анализатор имел также электрическую часть. Среди инженеров, нашедших применение новому устройству, была Эдит Кларк из General Electric, которая с его помощью решала задачи, связанные с передачей электрической энергии. В 1928 году за создание дифференциального анализатора Буш был награждён Медалью им. Луи Леви от Института Франклина.
Ответвлением работы, проводившейся в МТИ, стало начало разработки теории проектирования цифровых схем одним из аспирантов Буша, Клодом Шенноном. Работая над аналитической машиной, Шеннон описал применение булевой алгебры к электронным цепям в своей исторической магистерской диссертации «Символьный анализ релейных и коммутационных цепей». В 1935 году с Бушем связалось OP-20-G (секция G 20-го отдела Управления связи ВМФ в составе Управления военно-морских операций, занимавшаяся коммуникационной безопасностью), которое хотело получить электронное устройство для взламывания шифров. За модель «Быстрой аналитической машины» (Rapid Analytical Machine) Буш получил гонорар в 10 тыс. долларов. Проект превысил бюджет и не был закончен до 1938 года, а сама машина оказалась ненадёжной в работе. Тем не менее она была важным шагом к созданию подобного устройства.
В 1930 году началась реорганизация руководства МТИ, и президентом института был назначен Карл Т. Комптон. Вскоре Буш и Комптон столкнулись по вопросу ограничения внешнего консультирования для профессоров, и Буш быстро проиграл это противостояние; однако вскоре они построили прочные профессиональные отношения. В 1932 году Комптон назначил Буша на вновь утверждённый пост вице-президента. В том же году Вэнивар стал также деканом Инженерной школы МТИ. Общая зарплата Буша составила 12 тыс. долларов (не считая 6 тыс. издержек) в год.

## Военные годы

### Институт науки Карнеги
В мае 1938 года Буш принял престижное назначение на должность президента вновь образованного Института науки Карнеги в Вашингтоне. Фонд института составлял 33 млн долларов, и ежегодно он вкладывал по 1,5 млн в исследования, большая часть из которых направлялась в одну из восьми основных его лабораторий. Вступление в должность состоялось 1 января 1939 года, зарплата Буша составила 25 тыс. Назначение позволило ему воздействовать на политику в отношении исследований в США на высочайшем уровне, а также, неформально, — консультировать правительство по научным вопросам. Вскоре Буш обнаружил, что институт имеет серьёзные финансовые трудности, и вынужден был попросить Корпорацию Карнеги о дополнительном финансировании.
У Буша возник конфликт по поводу лидерства с председателем совета директоров Вильямом Форбсом и своим предшественником Джоном Мерриамом, который продолжал давать нежелательные советы. Большой помехой для всех них был Гарри Г. Лафлин, глава Евгенического правительственного архива (Eugenics Record Office), деятельность которого Мерриам безуспешно пытался свернуть. Буш сделал своей первоочередной задачей отстранить Лафлина, так как считал его учёным-жуликом, и одним из первых распоряжений Вэнивара стал запрос на оценку его деятельности. В июне 1938 года Буш попросил Лафлина подать в отставку, предложив тому ежегодную выплату, — на что Лафлин с неохотой согласился. «Евгенический правительственный архив» был переименован в «Генетический…» (Genetics Record Office), его финансирование было радикально сокращено, а в 1944 году он был полностью закрыт. Сенатор Роберт Рейнольдс попытался восстановить Лафлина, однако Буш информировал членов правления, что расследование дела Лафлина только «покажет его физическую неспособность руководства архивом, а изучение его научной репутации будет в равной степени убедительным».
Буш хотел, чтобы институт фокусировался на точных науках. Он фактически уничтожил археологическую программу института, отбросив это направление в США на много лет назад. Он не видел большого смысла в гуманитарных и социальных науках, и урезал финансирование журнала «Айсис» (Isis), который был посвящён истории науки и техники и их культурному влиянию. Позднее Буш объяснял: «у меня были большие сомнения по поводу этих занятий, где кто-то идёт и берёт интервью у кучки людей, читает много всяких вещей, пишет книгу, а затем ставит её на полку, и никто никогда её не прочитает».

### Национальный консультативный комитет по воздухоплаванию
23 августа 1938 года Буш был назначен на должность в Национальный консультативный комитет по воздухоплаванию (НАКА), предшественник НАСА. Его председатель, Джозеф С. Эймс, заболел, и Буш, как его заместитель, вскоре был вынужден исполнять его обязанности. В декабре 1938 года НАКА попросил 11 млн долларов для создания новой исследовательской лаборатории по аэронавтике в Саннивейл (Калифорния), призванной помочь существующей Воздухоплавательной лаборатории им. Лэнгли (Langley Memorial Aeronautical Laboratory). Место было выбрано с учётом близости к некоторым крупнейшим авиационным корпорациям. Решение было поддержано генерал-майором Генри Х. Арнолдом, руководителем Воздушного корпуса Армии США, и контр-адмиралом Артуром Б. Куком, главой Управления аэронавтики ВМФ США, которые планировали потратить в предстоящий год 225 млн на создание нового воздушного судна. Конгресс США, однако, не был убеждён в значимости этого проекта, и 5 апреля 1939 года Бушу пришлось предстать перед Комитетом по ассигнованиям Сената США. Для Вэнивара это был разочаровывающий опыт, так как до этого он ни разу не выступал перед Конгрессом, и ему не удалось склонить сенаторов к своей точке зрения. Потребовалось дополнительное лоббирование, перед тем как финансирование новой лаборатории, известной сейчас как Исследовательский центр Эймса, было окончательно одобрено. К тому времени в Европе вовсю разразилась война, и неполноценность американских авиационных двигателей стала очевидной, поэтому НАКА попросила о финансировании третьего центра в Огайо (сейчас — Исследовательского центра Гленна, Glenn Research Center). После выхода Эймса на пенсию в 1939 году Буш стал председателем НАКА, а Джордж Дж. Мид (George J. Mead) — его заместителем. На этой позиции Вэнивар оставался до ноября 1948 года.

### Национальный исследовательский комитет по вопросам обороны
Ещё во время Первой мировой войны Вэнивар Буш ощутил проблемы взаимодействия армии и гражданских учёных. Беспокоясь из-за несогласованности научных исследований и требований оборонной мобилизации, Буш, посоветовавшись с коллегами, предложил создать генеральное руководящее агентство в федеральном правительстве. Он поручил секретарю НАКА подготовить для представления Конгрессу США проект Национального исследовательского комитета по вопросам обороны (National Defense Research Committee, NDRC), но после вторжения Германии на территорию Франции в мае 1940 года Буш решил, что скорость имеет критическое значение в этом вопросе и попытался встретиться с президентом Франклином Д. Рузвельтом лично. Посредством дяди Рузвельта, Фредерика Делано, Буш смог добиться аудиенции у президента 12 июня 1940 года, на которую он взял единственный листок бумаги с описанием проекта. По истечении 15 минут Рузвельт одобрил предложение, написав на листке «OK — FDR».